# Edison Miranda
Edison Miranda est un boxeur colombien né le 7 janvier 1981 à Buenaventura.

## Carrière

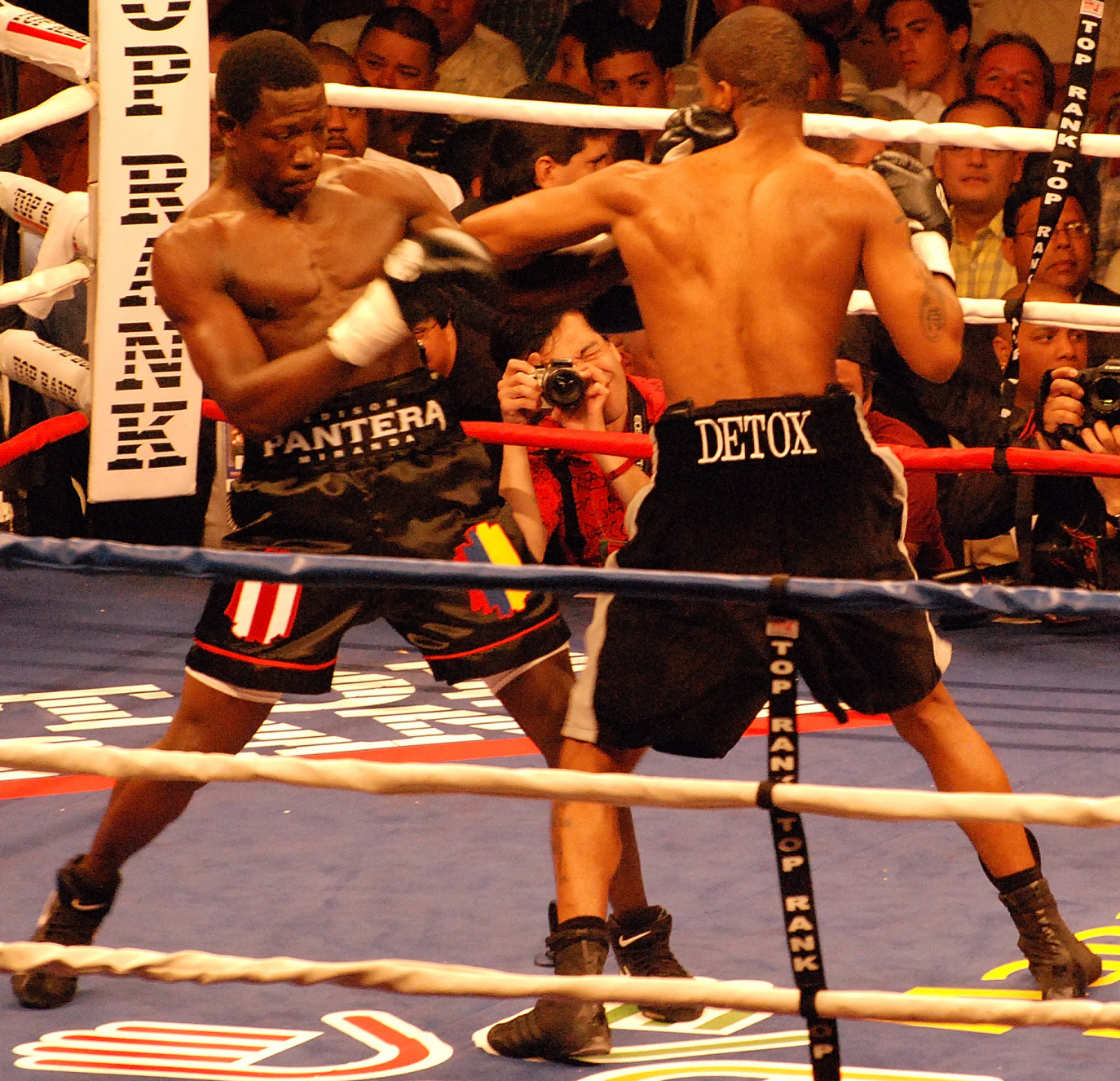
Edison Miranda (à gauche) contre Allan Green le 3 mars 2007

Il devient champion d'Amérique du Nord NABO des poids moyens le 16 juin 2005 en battant aux points Jose Varela. Le 23 septembre 2006, Miranda affronte Arthur Abraham, champion du monde IBF de la catégorie, mais s'incline aux points à l'unanimité des juges.
Passé en super-moyens après une défaite contre Kelly Pavlik et un second revers contre Abraham, il perd également contre Andre Ward le 16 mai 2009 mais s'empare le 22 octobre de la ceinture par intérim de champion d'Amérique du Nord NABO.
Il perd en revanche son combat contre Lucian Bute le 17 avril 2010 pour la ceinture IBF des super-moyens.

## Distinction
Sa victoire au 3e round contre David Banks est élue KO de l'année en 2008 par Ring Magazine.